# Megacyllene ziczac
Megacyllene ziczac là một loài bọ cánh cứng trong họ Cerambycidae.